# Frances Bay
Frances Bay est une actrice canadienne née le 23 janvier 1919 à Winnipeg au Manitoba (Canada) et morte le 15 septembre 2011, à l'âge de 92 ans, à Tarzana en Californie (États-Unis).

## Filmographie

### Cinéma
- 1978 : Drôle d'embrouille (Foul Play) de Colin Higgins : Mrs. Russel
- 1979 : Head Over Heels de Joan Micklin Silver : Mrs. DeLillo
- 1980 : Les 13 Marches de l'angoisse (The Attic) de George Edwards et Gary Graver : Libraire
- 1981 : Honky Tonk Freeway de John Schlesinger : Mrs. Lewenowski
- 1981 : Dream On! de Ed Harker : ?
- 1981 : Victor la gaffe (Buddy Buddy) de Billy Wilder : Patiente
- 1983 : Déclics (Double Exposure) de William Byron Hillman : vieille femme
- 1983 : Private School (en) de Noel Black : Birdie Fallmouth
- 1984 : Karaté Kid (The Karate Kid) de John G. Avildsen : Dame avec le chieb
- 1985 : Movers and Shakers de William Asher : Betty Gritz
- 1986 : Nomads de John McTiernan : Bertril
- 1986 : Blue Velvet de David Lynch : Tante Barbara
- 1987 : Medium Rare de Paul Madden : Gertrude
- 1988 : Big Top Pee-wee de Randal Kleiser : Mrs. Haynes
- 1988 : Jumeaux (Twins) de Ivan Reitman : Mère supérieure
- 1989 : Karaté Kid 3 (The Karate Kid, Part III) de John G. Avildsen : Mrs. Milo
- 1990 : Sailor et Lula (Wild at Heart) de David Lynch : Dame
- 1990 : Arachnophobie (Arachnophobia) de Frank Marshall : Evelyn Metcalf
- 1990 : Les Arnaqueurs (The Grifters) de Stephen Frears : employée du motel Arizona
- 1991 : Le Puits et le Pendule (The Pit and the Pendulum) de Stuart Gordon : Esmeralda
- 1991 : Critters 3 de Kristine Peterson : Mrs. Menges
- 1992 : Twin Peaks: Fire Walk with Me de David Lynch : Mme Tremond (Chalfont)
- 1992 : J.F. partagerait appartement (Single White Female) de Barbet Schroeder : Voisine âgée
- 1992 : Inside Monkey Zetterland (en) de Jefery Levy : Grandma
- 1993 : Le Voisin (en) de Rodney Gibbons : tante Sylvia
- 1994 : The Paper Boy de Douglas Jackson : Mrs. Rosemont
- 1994 : L'Antre de la folie (In the Mouth of Madness) de John Carpenter : Mrs. Pickman
- 1996 : Happy Gilmore de Dennis Dugan : Grandma Gilmore
- 1997 : Never Too Late de Giles Walker : Elisabeth Kronner
- 1997 : Mitzi & Joe de Cain DeVore : Mitzi
- 1997 : Changing Habits de Lynn Roth : Midge
- 1997 : Sparkler de Darren Stein (en) : Raspy
- 1998 : Drôles de papous (Krippendorf's Tribe) de Todd Holland : Edith Proxmire
- 1998 : Goodbye Lover de Roland Joffé : Vieille femme
- 1999 : Inspecteur Gadget (Inspector Gadget) de David Kellogg : Thelma Burr
- 1999 : The Storyteller de Yale Strom :Conteur
- 2000 : The Operator (en) de Jon Dichter : Mrs. Sloan
- 2000 : Stranger Than Fiction de Eric Bross : Mrs. Steiner
- 2000 : A Day In a Life de Jean Mercier : Rosa
- 2001 : Cookies for Harry de Nicholas Peterson : Femme de Harry
- 2001 : Un mariage trop parfait (The Wedding Planner) de Adam Shankman : Dottie
- 2001 : Petite arnaque entre amis (Finder's Fee) de Jeff Probst : Mrs. Darmsetter
- 2002 : Embrassez la mariée ! (Kiss the Bride) de Vanessa Parise : Grandma Julia Sposato
- 2003 : The Movie Hero (en) de Brad T. Gottfred : vieille femme
- 2003 : A Freudian Image de Gloria McCord : Anna Freud
- 2004 : In the Land of Milk and Money de Susan Emshwiller : Grandma Shallot
- 2005 : Edmond de Stuart Gordon : la diseuse de bonne aventure

### Télévision
- 1981 : The Big Hex of Little Lulu : Madame Zarona
- 1981 : Les Feux de la passion (en) (Murder in Texas) : Myra Hill
- 1981 : Callie & Son : Mabel Simpson
- 1981 : Shérif, fais moi peur (The Dukes of Hazzard, série TV) : Tante Hortense (Saison 3, épisode 19 : Le retour de Hughie Hogg)
- 1983 : American Playhouse (en) : Mrs. Timmins
- 1984 : Second Sight: A Love Story (en) : Femme âgée
- 1984 : Santa Barbara (série télévisée) : Mrs. McRae (1985)
- 1985 : The Eagle and the Bear
- 1985 : Meurtre au crépuscule (Amos) (téléfilm) : Lydia
- 1987 : Convicted: A Mother's Story
- 1988 : Police Story: Monster Manor : Mary
- 1989 : Gideon Oliver (série télévisée)
- 1992 : By Way of the Stars (en) (feuilleton TV) : Annie Pyle
- 1992 : Le Cimetière oublié : Iva Ruth McKinney
- 1994 : X-Files : Aux frontières du réel : Dorothy (saison 2, épisode 11 Excelsis Dei)
- 1996 : Seinfeld (série télévisée) : Marble Rye (saison 7, épisode 11)
- 1996 : Rossini's Ghost (en)
- 1998 : The Hughleys (en) (série télévisée) : Mrs. Fitch
- 1998 : Un si long sommeil (en) (Forever Love) : Martha Craddock
- 1999 : L'Affaire Noah Dearborn (The Simple Life of Noah Dearborn) : Mrs. Lewis
- 2001 : Oh, Baby (en) : Maggie Winchester
- 2002 : Charmed : Phoebe âgée
- 2005 : Le cap des amoureux (es) (Annie's Point) : femme âgée
- 2008 : Grey's Anatomy (série télévisée) : (saison 5, épisode 19)  : Joyce
- 2009-2011 : The Middle (série télévisée) : tante Ginny (dont un épisode (saison 3, épisode 13) lui rendant hommage)